# Ragnétrude
Ragnétrude (en latin : Ragnetrudis), Ragentrude (en latin : Ragintrudis) ou Raintrude est une concubine de Dagobert Ier.

## Biographie
On ne sait rien d'elle si ce n'est que le roi Dagobert Ier la rencontre en Austrasie, en fait sa maîtresse et qu'elle lui donne un fils, Sigebert, ainsi que le raconte la Chronique de Frédégaire, puis l'auteur des Gesta Dagoberti.
Aucune source contemporaine ne mentionne de mariage entre Dagobert et Ragnétrude, aussi cette dernière ne peut pas être considérée comme reine des Francs. C'est d'ailleurs ce que sous entend la Chronique de Frédégaire, quand elle déclare que Dagobert n'a eu que trois reines, « Nantéchilde, Vulfégonde et Berchilde ». Cela n'empêche pas certains historiens de la considérer comme une reine, comme Christian Bouyer qui affirme qu'« elle succéda - sans doute après 630 - à Nantilde auprès de Dagobert » alors que peu avant, il précise qu'« en 634 il [Dagobert] donne comme roi aux Austrasiens son fils Sigebert, âgé de trois ans, qu'il avait eu d'une concubine, Raintrude » et qu'« en 635, Nantilde donne naissance à un fils, le futur Clovis II », contredisant même Frédégaire en affirmant que Ragnétrude « dut supporter bien des maîtresse et concubines, telles Vulfégonde et Berthilde ».
Léon Levillain, en étudiant le Formulaire de Marculf, conteste quant à lui le choix de l'archiviste Bruno Krusch, à l'origine de la première traduction des Gesta Dagoberti, d'employer le terme de « servante » (« von einer Magde Ragnetrude geboren ») pour désigner Ragnétrude. En effet, Levillain soutient, en vertu de l'expression employée par la Chronique de Frédégaire (« Quada puella, nomen Ragnetrudae, aestrati suae adscivit, de qua eo anno habuit filium nomen Sigibertum »), qu'elle n'était qu'une « jeune fille », et non pas une fille de service.

## Hypothèses familiales

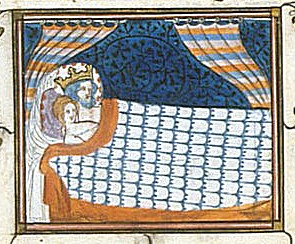
Dagobert admet dans son lit Ragnétrude, dont il a un fils, Sigebert. Chroniques de France, BL Royal MS 16 G VI, XIVe siècle.

En 1989, sur la base d'une tradition faisant d'Irmine d'Oeren une fille du roi Dagobert et de considérations onomastiques (Irmine d'Oeren ayant eu une fille nommée Ragentrude, mariée à un duc de Bavière), Christian Settipani suggère l'existence d'une fille de Dagobert et de Ragentrude mariée à un frère du duc Théotar et mère d'Irmine d'Oeren. Toutefois, il affirme en 2000 avoir abandonné cette hypothèse de travail.
Voulant cependant approfondir une éventuelle parenté entre le sénéchal Hugobert, époux d'Irmine d'Oeren et père d'une Ragentrude, et la maîtresse de Dagobert, il reprend la question et propose une autre solution : il l'identifie à une Ragentrude citée en 663 comme l'épouse du comte Waldebert, c'est-à-dire qu'il considère qu'après sa liaison avec le roi, Ragentrude épouse un comte. Waldebert et Ragentrude seraient les parents d'Hugobert. Quant à son ascendance, sur la base de l'onomastique, il propose qu'elle soit une petite fille d'Hugues, maire du palais en 617. De plus, il rapproche le nom de Ragentrude de Ragnacaire, roi franc de Cambrai, et envisage que la première soit une descendante du second.

### Sources primaires
— « Chronique de Frédégaire ».

« La huitième année de son règne, comme il parcourait l’Austrasie avec une pompe royale, et fort triste de ne pas avoir un fils pour régner après lui, il fit entrer dans son lit une jeune fille, nommée Ragnetrude, dont, il eut cette année même, par la grâce de Dieu, un fils, obtenu à force de prières et d’aumônes. Son frère Charibert, venu à Orléans, tint ce fils sur les fonts de baptême. Lorsque le vénérable Amande, évêque d’Utrecht, donna la bénédiction à cet enfant, et le reçut catéchumène, à la fin de son oraison, personne, dans toute la multitude des assistants, ne répondant amen, le Seigneur ouvrit la bouche de l’enfant qui n’avait pas plus de quarante jours, et il répondit amen, si bien que tous l’entendirent. Le saint pontife le régénéra aussitôt par les eaux sacrées du baptême, lui donnant pour nom Sigebert. À ce miracle, les rois et toute l’armée furent remplis de joie et d’admiration. »

— « Gesta Dagoberti ».